# Bourgogneja
Coleophora là một chi bướm đêm thuộc họ Coleophoridae

## Hình ảnh

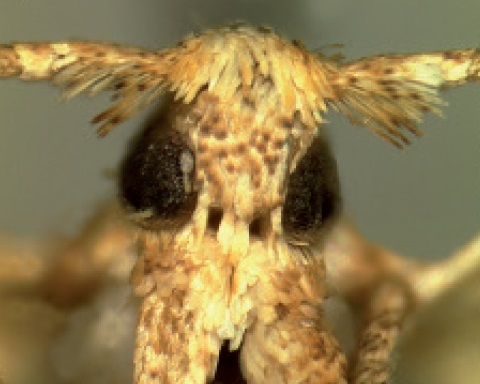
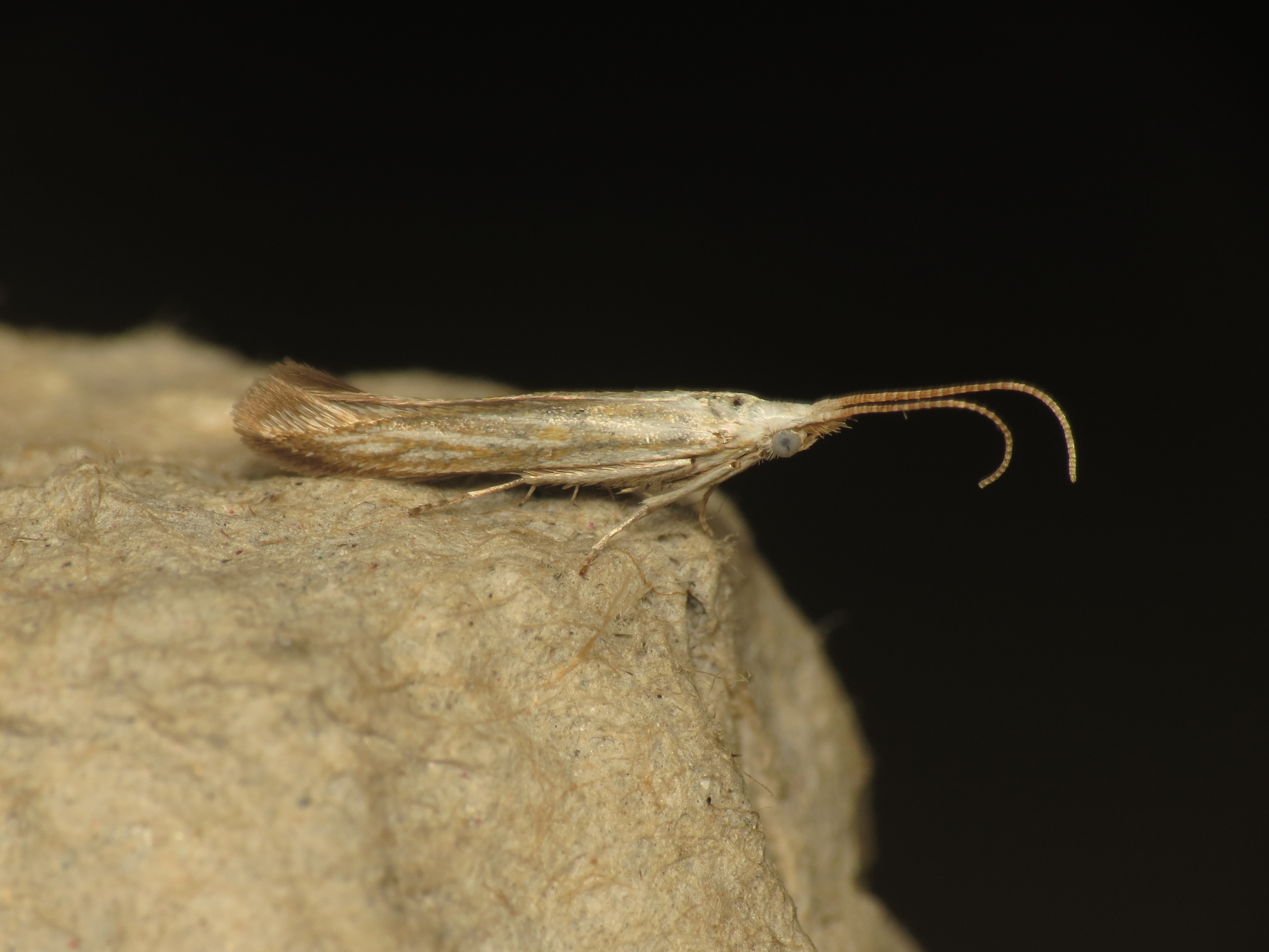
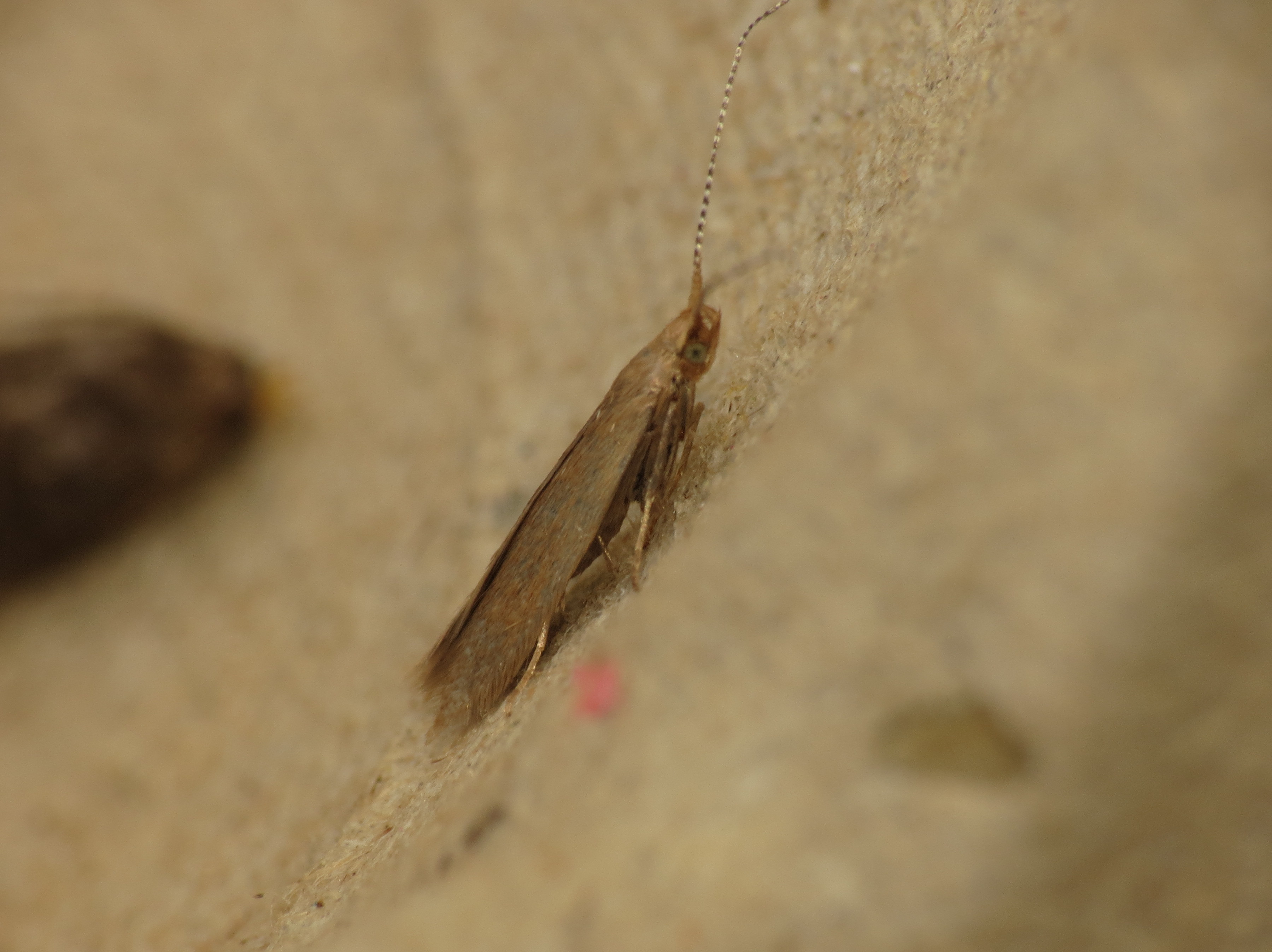
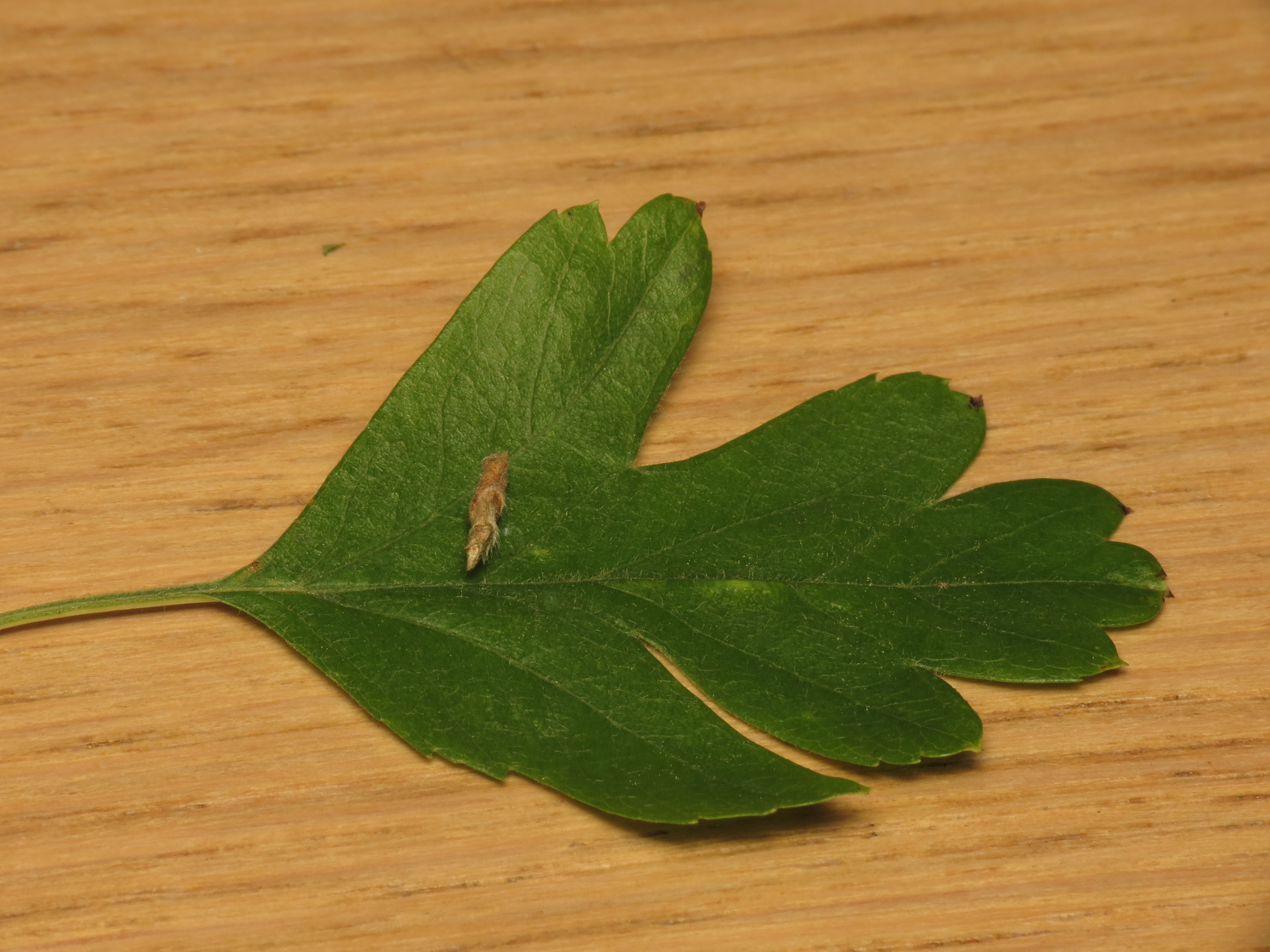